# 長谷川四郎 (英文学者)
長谷川四郎（はせがわ しろう、1891年6月24日 - 1982年3月19日）は、英文学者、教育者。長谷川五郎の父。オセロ (ボードゲーム)の名付け親。別名・長谷川朝暮。

## 経歴
東京本郷生まれ。1914年旧制一高英語文科卒、1917年東京帝国大学文科大学英文科卒。
現在は廃校となった旧制水戸高等学校の元教授。1921年4月、水高の最年少教授となり、以降水高廃校まで29年教壇に立った水高を代表する名物教授であった。教え子に後藤田正晴などがいる。この時代に四郎宅での句会に出席していた金子兜太によると、四郎は変わった髪型（前頭部に後ろの髪をかき集めてきて束ね、とぐろに巻いて油で固定している）にピーマン形の鼻、大きな目にしゃれた小さな縁なし眼鏡をかけ、エドガー・アラン・ポーの心酔者だったという。水高廃校後は、1957年3月まで茨城大学文理学部教授として9年間教壇に立った。茨城キリスト教大学教授も務めた。
訳書に『留盃夜兎行義』（長谷川朝暮名義、1967年）など。

## 顕彰・ゆかりの事績
- 水高の跡地である市立第一中学校には、開校60周年を記念して1979年に建てられた記念碑に長谷川四郎水高教授による「嗚呼水髙健児なほ勇健」の文字が刻まれている。好文亭にも長谷川四郎教授の文字が刻まれている[5][6]。
- 好文亭の鐘楼郎にも本人の文字が刻まれている。

## 家族・親族
- 父は長谷川順次郎、岳父は海軍法務官兼海軍省法務局長、高等軍法会議検察官を務めた山田三郎[7][8]
- 三男にオセロの開発者、長谷川五郎。ゲームの名はシェークスピアの『オセロ』から四郎が命名した[1]。